# 杨虎山
杨虎山，中华人民共和国政治人物、外交官。
1985年，接替裴坚章，担任中华人民共和国驻利比亚大使。1989年，由王厚立接任。